# (471151) 2010 FD49
(471151) 2010 FD49, também escrito como (471151) 2010 FD49, é um objeto transnetuniano localizado no disco disperso, uma região do Sistema Solar. Este corpo celeste está em uma ressonância orbital de 2:5 com o planeta Netuno, ou seja, ele gira em torno do Sol duas vezes a cada cinco órbitas de Netuno. Ele possui uma magnitude absoluta de 6,3 e tem um diâmetro com cerca de 242 km ou 243 km. O astrônomo Mike Brown lista este corpo celeste em sua página na internet como um candidato a possível planeta anão.

## Descoberta
(471151) 2010 FD49 foi descoberto no dia 19 de março de 2010 pelos astrônomos D. L. Rabinowitz e S. Tourtellotte.

## Órbita
A órbita de (471151) 2010 FD49 tem uma excentricidade de 0,428 e possui um semieixo maior de 55,799 UA. O seu periélio leva o mesmo a uma distância de 31,932 UA em relação ao Sol e seu afélio a 79,666 UA.